# Blokada strategiczna
Blokada strategiczna – przedsięwzięcia środków zbrojnych w celu zmuszenia blokowanego państwa lub koalicji państw do przyjęcia warunków kapitulacji lub wymuszenia siłą żądanych ustępstw.